# Биси Сен Жорж
Биси Сен Жорж (фр. Bussy-Saint-Georges) је насељено место у Француској у региону Париски регион, у департману Сена и Марна.
По подацима из 2011. године у општини је живело 25.135 становника, а густина насељености је износила 1644,96 становника/km².

## Демографија
| 1962. | 1968. | 1975. | 1982. | 1990. | 2011.  |
| ----- | ----- | ----- | ----- | ----- | ------ |
| 453   | 462   | 441   | 456   | 1.545 | 25.135 |